# Torrelobatón (kommunhuvudort)
Torrelobatón är en kommunhuvudort i Spanien.   Den ligger i provinsen Provincia de Valladolid och regionen Kastilien och Leon, i den centrala delen av landet, 180 km nordväst om huvudstaden Madrid. Torrelobatón ligger 752 meter över havet och antalet invånare är 590.
Terrängen runt Torrelobatón är huvudsakligen platt. Torrelobatón ligger nere i en dal. Runt Torrelobatón är det glesbefolkat, med 20 invånare per kvadratkilometer. Närmaste större samhälle är Tordesillas, 16,5 km söder om Torrelobatón. Trakten runt Torrelobatón består till största delen av jordbruksmark.